# Барбара Доротея фон Йотинген-Йотинген
Барбара Доротея фон Йотинген-Йотинген (на немски: Barbara Dorothea von Oettingen-Oettingen; * 10 март 1605 в Йотинген; † 19 март 1651) е графиня от Йотинген-Йотинген-Харбург в Швабия, Бавария и чрез женитба шенкин (лат. pincerna) на Лимпург в Гайлдорф в Баден-Вюртемберг.

## Произход
Тя е четвъртата дъщеря на граф Лудвиг Еберхард фон Йотинген-Йотинген (1577 – 1634) и съпругата му графиня Маргарета фон Ербах (1576 – 1635), дъщеря на граф Георг III фон Ербах (1548 – 1605) и втората му съпруга графиня Анна фон Золмс-Лаубах (1557 – 1586).

## Фамилия
Барбара Доротея се омъжва на 16 ноември 1623 г. в Алехайм за Йоахим Готфрид Шенк фон Лимпург-Гайлдорф (25 юни 1597 – 19 март 1651), син на имперски шенк Албрехт III Шенк фон Лимпург-Гайлдорф (1568 – 1619) и съпругата му Амелия фон Рогендорф († 3 март 1650). Те имат седем деца:
- Вилхелм Лудвиг Шенк фон Лимпург-Гайлдорф (21 септември 1624 – 3 ноември 1657), шенк фон Лимпург-Гайлдорф, женен на 18 ноември 1655 г. за Елизабет Доротея фон Лимпург (10 октомври 1639 – 21 декември 1691), дъщеря на Лудвиг Казимир Шенк фон Лимпург-Зонтхайм (5 август 1611 – 3 октомври 1645) и Доротея Мария фон Хоенлое (20 април 1618 – 16 септември 1695)
- София Доротея (1625 – 1627)
- Фридрих Крато (1626 – 1627)
- Филип Алберт (1628 – 1632)
- Ото Хайнрих (21 ноември 1629 – 4 октомври 1653 в Заумур)
- Ото Антон (21 ноември 1629 – 163?)
- дете (1643 – 1643)